# Luigi Cadorna
Luigi Cadorna (Verbania; 4 de septiembre de 1850-Bordighera, 21 de diciembre de 1928) fue un militar italiano con rango de mariscal de campo, de actuación destacada en la Primera Guerra Mundial, designado comandante en jefe de las tropas italianas en campaña entre los años 1915 y 1917; fue destituido del mando tras la grave derrota sufrida por sus fuerzas en la batalla de Caporetto.

## Biografía

### Carrera militar
Luigi Cadorna nació en la localidad de Verbania en el Piamonte el 4 de septiembre de 1850. Era hijo del general Raffaele Cadorna, militar de destacada participación durante las guerras de la Unificación italiana en las tropas del Reino de Cerdeña. La familia tenía una larga tradición militar.
Con diez años, ingresó en la prestigiosa Academia Militar de Milán; a los quince, pasó a la de Turín de la que se graduó como subteniente de artillería a sus 18 años de edad el año 1868. Luego fue ascendido a oficial dos años después y participando en la captura de Roma en septiembre de 1870, después se integró al estado mayor de la división de Verona. En 1892 era ya coronel de un regimiento de bersaglieri distinguiéndose por ejercer una áspera disciplina sobre sus hombres. 
En 1898 fue ascendido a teniente general y a partir de allí desempeñó cargos de mando en divisiones (1905) y cuerpos de ejército (1910), pero enredándose en desavenencias tanto con otros jefes militares como con líderes políticos. En 1908 le fue ofrecido el puesto de jefe de Estado Mayor del Regio Esercito, pero rechazó la propuesta debido al control de los políticos sobre los líderes militares en época de guerra. Sin embargo, aceptó cuando le fue ofrecido el puesto de nuevo en julio de 1914, tras el fallecimiento de su predecesor. Hasta entonces había mandado el 2.º Ejército.

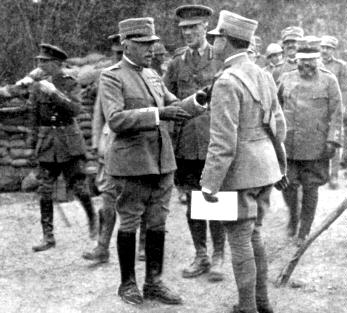
General Conde Luigi Cadorna, jefe del Estado Mayor italiano, visitando las baterías británicas.

Uno de los motivos de sus tirantes relaciones con otros oficiales era su carácter: frío y reservado, metódico y autoritario, era inmisericorde con sus subordinados, de los que esperaba completa lealtad y ninguna contradicción. Estaba además muy seguro de sí mismo y no dudaba de lo acertado de sus decisiones, pese a carecer casi por completo de experiencia en el campo de batalla, ya que su carrera se había desarrollado principalmente en diversos Estados Mayores.

### Primera Guerra Mundial
El gobierno italiano declaró su neutralidad al estallar la Primera Guerra Mundial en agosto de 1914, pero la mutua hostilidad con el Imperio austrohúngaro motivó la participación del Reino de Italia en la lucha junto a los aliados desde mayo de 1915. Pese a que en esas fechas Cadorna tenía ya casi 65 años de edad y estaba cerca del retiro, además de acumular un récord de desavenencias con otros jefes militares y políticos, fue encargado de la dirección de la campaña del Regio Esercito contra Austria-Hungría cuando Italia entró en la guerra.
En primavera de 1915, Cadorna disponía de veinticinco divisiones de infantería y cuatro de caballería. Agrupadas en cuatro ejércitos, solo poseía ciento veinte piezas de artillería media y pesada, y alrededor de setecientas ametralladoras. A pesar de las carencias en artillería, lanzó ofensivas sobre el territorio de Austria-Hungría en mayo de 1915 usando la táctica del ataque frontal. El mando militar austrohúngaro dispuso construir trincheras rápidamente, y los italianos sufrieron bajas importantes durante sus avances.
Durante las primeras dos semanas de la primera Ofensiva del Isonzo, el ejército italiano perdió sesenta mil hombres entre muertos y heridos, ganando apenas unos pocos kilómetros de territorio. Hacia el invierno de 1915-1916, cuando cesaron los ataques, las bajas italianas ascendían a trescientos mil individuos entre muertos y heridos, y unos tres mil cañones perdidos. Con baja moral y crecientes deserciones, Cadorna autorizó ejecuciones selectivas de sus soldados para «erradicar la cobardía», alegando que la ausencia de avances ocurría por una «falta de disciplina militar» y no por errores de táctica.
Cadorna intentó varias veces romper las líneas enemigas, pero su única victoria sustancial se produjo en la batalla de Gorizia (agosto de 1916) cuando tropas del Regio Esercito tomaron la ciudad de Gorizia (actualmente en Italia) y penetraron varias decenas de kilómetros en territorio de Austria-Hungría. Pese a este triunfo, los convencionales ataques frontales masivos ordenados por Cadorna resultaron bastante predecibles e ineficaces y tuvieron como consecuencia la muerte de un gran número de experimentados oficiales y soldados, aunque cabe alegar que semejante estrategia era seguida por casi todos los jefes militares europeos durante las primeras fases de la Primera Guerra Mundial. 
La victoria de Cadorna en Gorizia en agosto de 1916 preocupó al Imperio alemán, que destinó tropas y asesores militares para llevar a cabo una operación conjunta con los austrohúngaros en contra de Italia. Así, el 24 de octubre de 1917, nueve divisiones austríacas y seis alemanas lanzaron un ataque sobre una posición italiana ligeramente defendida, iniciando la batalla de Caporetto. Oculto en la niebla, el ejército austro-alemán tomó a sus enemigos totalmente por sorpresa, penetró rápidamente las defensas italianas con el uso de tropas altamente móviles, e inició una vigorosa ofensiva que expulsó a los italianos de sus posiciones en pocos días. 
Hacia el 28 de octubre, tras cuatro días de severas derrotas, Cadorna dio la orden de retirada de los soldados italianos hacia el río Tagliamento y luego hacia el Piave. Al concluir la ofensiva austrohúngara el Regio Esercito perdió más de trescientos mil hombres entre muertos, heridos, y prisioneros, y la mayoría de su artillería de campaña, debiendo además retroceder sus líneas en más de ochenta kilómetros y abandonar amplio territorio al enemigo, todo ello en apenas diez días de lucha. Ante el desastre bélico, Cadorna fue cesado del mando, destinado a un puesto administrativo, y reemplazado por el general Armando Diaz. El primer ministro italiano, Vittorio Emanuele Orlando, se mostró de acuerdo en la creación de un Mando Supremo Aliado que ayudara a coordinar las operaciones italianas.

### Últimos años
Tras el fin de la guerra en 1918, el gobierno italiano inició una investigación sobre la culpabilidad de sus mandos por la gravísima derrota de Caporetto. El informe subsiguiente resultó extremadamente crítico con Cadorna, quien resultó tachado como principal responsable del desastre. La opinión pública italiana también se mostró hostil a Cadorna por su despilfarro de hombres y material en las ofensivas del Isonzo, su rigor disciplinario tan cruel como inútil, y por el resultado de Caporetto.
Sin embargo, cuando Benito Mussolini llegó al poder en 1924, aceptó designar al ya retirado Cadorna como Mariscal de Campo, aunque ello no acalló las críticas oficiales sobre su desempeño en la "gran guerra". Los enemigos que había cultivado durante sus años de carrera militar, y sobre todo en la época de la guerra, tacharon a Cadorna de «inepto e incompetente», ante lo cual Cadorna dedicó sus últimos años a defenderse escribiendo memorias llenas de amargura. 
Luigi Cadorna falleció en Bordighera el 21 de diciembre de 1928 a los 78 años de edad.

### Cultura popular
El mariscal Cadorna presumiblemente dio origen en la jerga de Buenos Aires al vocablo cadorna que significa «algo inaccesible, improbable, inflexible o de mala calidad». Se supone que los italo-argentinos de la década de 1920, desilusionados con el desempeño del mariscal asociaron el apellido de este militar a la mala calidad en general, y de ahí la etimología de la palabra además de sus características de mando. La palabra cadorna junto con variantes como cadorcha (cadorna combinado con garcha [falo]) aún se usa en el lunfardo porteño/argentino.
Entre los círculos católicos es mundialmente conocido por una supuesta bilocación del Padre Pio de la que fue testigo el militar cuando tras la derrota en una importante batalla se disponía a suicidarse.
Además que el nombre fue usado como logro para el juego multiplataforma Isonzo  el cual se consigue si accidentalmente haces daño a tus compañeros de juego con el apoyo aéreo